# Репин, Александр Иванович
Александр Иванович Репин (1915—1982) — подполковник Советской Армии, участник Великой Отечественной войны, Герой Советского Союза (1944).

## Биография
Александр Репин родился 23 августа 1915 года в Москве. После окончания семи классов школы и школы фабрично-заводского ученичества работал на заводе. В 1935 году Репин был призван на службу в Рабоче-крестьянскую Красную Армию. В 1939 году он окончил Чкаловское военное авиационное училище лётчиков. С начала Великой Отечественной войны — на её фронтах.
К июлю 1944 года гвардии майор Александр Репин был заместителем командира эскадрильи 9-го гвардейского авиаполка 7-й гвардейской авиадивизии 3-го гвардейского авиакорпуса АДД СССР. К тому времени он совершил 251 боевой вылет на бомбардировку скоплений боевой техники и живой силы противника, его важных объектов, нанеся ему большие потери.
Указом Президиума Верховного Совета СССР от 19 августа 1944 года за «образцовое выполнение боевых заданий командования на фронте борьбы с немецкими захватчиками и проявленные при этом отвагу и геройство» гвардии майор Александр Репин был удостоен высокого звания Героя Советского Союза с вручением ордена Ленина и медали «Золотая Звезда» за номером 4056.
После окончания войны Репин продолжил службу в Советской Армии. В 1955 году в звании подполковника он был уволен в запас. Проживал в городе Люберцы Московской области. Скончался 19 марта 1982 года.
Был награждён двумя орденами Ленина, двумя орденами Красного Знамени, орденом Красной Звезды и рядом медалей.